# Сфинга
Сфинга или сфинкс (старогрч. Σφίγξ, лат. Sphinx) представља зооморфно митолошко створење. У старом Египту било је то митско биће са телом лава и главом човека, овна, сокола или јастреба. У грчкој митологији је то чудовиште са телом лава и главом и грудима девојке.
У пренесеном значењу то је: загонетна личност, загонетно биће, загонетност.
Реч „сфинга” је грчког порекла, али етимологија није везана за митологију и дискутабилна је. Хесиод, најранији грчки аутор који спомиње ово створење, у својим текстовима назива га Фикс.

## Порекло сфинге
Најстарија и најпознатија фигура сфинге је Велика сфинга у Гизи (Египат). По неким научним претпоставкама, сматра се да ова сфинга потиче из времена владавине фараона Кефрена (4. краљ 4. династије, око 2575-2465. век п. н. е) и да има индивидуалне црте лица овог владара.
Захваљујући египатском утицају мотив сфинге проширио се у култури и уметности каснијих цивилизација. У Месопотамији се сфинга појавила око 1500 године п. н. е. Сматра се да је сфинга у грчке митове дошла са истока, тачније њен лик је стваран по асирско-вавилонским киповима крилатих бикова с људским главама или по киповима египатских владара који су приказивани у лику лежећег лава.
Мотив сфинге такође се може наћи у јужној и југоисточној Азији, у културама Индије, Мјанмара, Филипина, Тајланда и Шри Ланке.

## Изглед сфинге
Сфинге су моћна, краљевска бића, делом људска, делом животињска, али њихов изглед варира од региона до региона. У Египту су најчешће мушког пола и представљају бога или фараона. Имају тело лава и главу фараона. Лав је био створење бога сунца Ра, па је као такав наглашавао улогу фараона као Раовог сина. Лавља снага указује и на велику моћ владара. Понекад египатска Сфинга има и друге елементе, попут главе и крила сокола, као симбола бога Хоруса. Често су се налазиле у близини храмова и гробница као чувари.
Касније културе, које су мотив сфинге преузеле од Египћана, разликовале се од египатске по крилима која су додата лављем телу, што је карактеристика која је наставила да се појављује у каснијим древним културама. Још једна иновација била је женски сфинга, која се први пут појавила у 15. веку пре нове ере. Лавље тело код Египћана и тело бика код Асираца је сматрано за симбол снаге, крила као симбол свеприсутности, а људско срце као симбол мудрости. Код Египћана лице сфинге имало је индивидуалне црте лица фараона или његове жене.
У грчкој митологији званично постоји само једна Сфинга, божанско биће са канџама лава, крилима орла и репом змије, али су описана и друга слична бића која имају главу овна или сокола. Код Грка сфинга је увек била женска особа и симбол нечег тајновитог и погубног. Најпознатији грчки кипови сфинге потичу из Атике (око 600. година п. н. е., која се данас налази у Метрополитен музеју у Њујорку) и из Фокиде (580 или 560. године п. н. е. у Музеју у Делфима).
У Индији сфинге су такође чувари, делом људи, делом орлови, делом лавови. Код неких уметничких представа жуто-смеђе тело лава замењено је витким и тачкастим телом леопарда, а крила су изостављена. Главе ових привлачних створења најчешће су украшене различитим украсима. Верује се да ови чувари индијских храмова благосиљају сваког ко у храм уђе чистог срца.

## Египатска митологија
Египатске сфинге су симболичне представе фараона или бога Хоруса. У египатској митологији Сфинга је потомак богиње Секхмет у облику лава и неког од фараона, укључујући и жене владаре (Хатшепсут, Хетеферес II, Кеопс...).

Највећа и најпознатија сфинга је Велика сфинга у Гизи, која се налази на висоравни Гизе поред Великих пирамида на западној обали реке Нил и окренута према истоку (29° 58′ 31″ N 31° 08′ 15″ E / 29.97528° С; 31.13750° И). Сфинга се налази југоисточно од пирамида. Иако датум њене изградње није са сигурношћу познат, општи консензус међу египтолозима је да глава Велике Сфинге носи личност фараона Кефрена, што је ставља у период 2600. и 2500. године пре нове ере. Међутим, маргинална мањина геолога из касног 20. века тврдила је да постоје докази о ерозији водом у и око ограђеног простора Сфинге, што би доказало да је Сфинга претходила Кефрену, те да потиче из времена око 10.000 до 5.000 година пре нове ере, тврдња која се понекад назива хипотезом водене ерозије сфинге, али која има малу подршку међу египтолозима и противречна је другим доказима.
Како су њихови градитељи назвали ове статуе, није познато. На локалитету Велике Сфинге, натпис из 1400. п. н. е. на стели која припада фараону Тутмосу IV из 18. династије наводи имена три аспекта локалног божанства сунца из тог периода, Кепера–Ра–Атум. Многи фараони су имали урезане главе на статуама чувара за своје гробнице како би показали своју блиску везу са моћним соларним божанством Секметом, лавицом. Поред Велике сфинге, друге познате египатске сфинге укључују једну са главом фараона Хатшепсут, са њеним ликом уклесаним у граниту, који се сада налази у Метрополитен музеју у Њујорку, и алабастарску Сфингу из Мемфиса, која се тренутно налази у музеју на отвореном на том месту. Тема је проширена тако да се формирају велике авеније сфинги чувара које оивичавају приступе гробницама и храмовима, као и да служе као детаљи на стубовима степеница до веома великих комплекса. Девет стотина сфинги са овнујским главама (Криосфинге), за које се верује да представљају Амуна, изграђено је у Теби, где је његов култ био најјачи. У Карнаку, свака Криосфинга је испред статуе фараона у пуној дужини. Задатак ових сфинги био је да обуздају силе зла.
Велика сфинга је постала амблем Египта, често се појављује на његовим маркама, кованицама и званичним документима.

## Грчка митологија
По једном тумачењу грчке митологије Сфинга је демон смрти, ћерка стоглавог дива Тифона и његове жене Ехидне и сестра Кербера, лернејске Хидре и Химере, а по другом она је кћи Химере и Ортра.

Сфинга је живела на планини Стингиону крај Тебе. Музе су јој повериле задатак да сваком путнику или случајном пролазнику постави загонетку, а они који нису успели да одговоре на њено питање су пали као жртве њених канџи. Богови су јој наменили судбину да остане на Сингиону све док неко не реши загонетку, а ако је неко реши Сфинга је морала умрети. Сфинга је растргла много људи, међу њима и племенитих Тебанаца који су покушавали да ослободе град ове пошасти. Тебу је од њеног терора ослободио Едип. Њему је Сфинга поставила следећу загонетку: „Јутром иде на четири ноге, о подне на две, а предвече на три. Од свих створења једино оно мења број ногу и управо кад их има највише, најмања је брзина и снага његових удова.” Едип је дао тачан одговор на њено питање: „Твоја загонетка је човек који у јутро свога живота, док је још слабо и нејако дете, хода на своје две ноге и две руке. Кад ојача, у подне свог живота, хода само на своје две ноге. Кад најзад стигне пред вече свог живота као старац, па треба потпору, узима у помоћ штап као трећу ногу.“ Сфинга се након његовог одговора бацила са стене у море. Према другој верзији ове легенде убио ју је Едип.

## Сфинга у савременом свету
Сфинга је коришћена као декоративни мотив у модерној европској уметности од Ренесансе до данас. У Египту је Велика сфинга постала један од симбола ове земље. Њен лик налази се на кованицама, печатима и службеним документима, а такође као једна од највећих туристичких атракција доприноси египатској економији.
Сфингу су такође као мотив усвојили многи писци фантастике широм света. У савременој књижевности лик сфинге најчешће се подудара са старогрчком традицијом — сфинга је привлачна женама са склоностима за тајне и загонетке.